# Tren push-pull

En un tren reversible, les locomotores de dos extrems són usades a la vegada i controlades pel mateix conductor.

Usant una sola locomotora, en l'altre extrem se situa un cotxe amb cabina de comandament que controla el tren quan la màquina l'empeny.

 Push-pull  o  push and pull  (de l'anglès, empènyer i tirar) és una manera d'operar trens tirats per locomotores que permet ser conduït des de qualsevol dels seus extrems. Un tren push-pull o reversible té una locomotora en un extrem del tren, connectada mitjançant comandament múltiple a un vehicle equipat amb cabina de control en l'altre extrem. Alternativament, el tren pot tenir una locomotora en cada extrem.